# Coupe de France de rugby à XIII 1979-1980
Navigation
Édition précédente Édition suivante
La Coupe de France de rugby à XIII 1979-1980 est la 42e édition de la Coupe de France, compétition à élimination directe mettant aux prises des clubs de rugby à XIII amateurs et professionnels affiliés à la Fédération française de jeu à XIII (aujourd'hui Fédération française de rugby à XIII).

## Liste des équipes en compétition en huitièmes de finale
| \| AS Carcassonne XIII Catalan US Villeneuve Pamiers XIII RC Albigeois FC Lézignan AS Saint-Estève Tonneins XIII Toulouse olympique XIII XIII Limouxin RC Carpentras Villefranche XIII RC Roanne SM Pia RC Saint-Gaudens SO Avignon \| Clubs prenant part à la Coupe de France de rugby à XIII 1980. |
| AS Carcassonne XIII Catalan US Villeneuve Pamiers XIII RC Albigeois FC Lézignan AS Saint-Estève Tonneins XIII Toulouse olympique XIII XIII Limouxin RC Carpentras Villefranche XIII RC Roanne SM Pia RC Saint-Gaudens SO Avignon                                                                     |

## Tableau final
|  | Huitièmes de finale             | Huitièmes de finale                       |                    |           | Quarts de finale          | Quarts de finale          |  |  | Demi-finales  | Demi-finales  |  |  | Finale Le samedi 1er juin 1980     | Finale Le samedi 1er juin 1980     |
|  | Huitièmes de finale             | Huitièmes de finale                       |                    |           | Quarts de finale          | Quarts de finale          |  |  | Demi-finales  | Demi-finales  |  |  | Finale Le samedi 1er juin 1980     | Finale Le samedi 1er juin 1980     |
|  |                                 |                                           |                    |           |                           |                           |  |  |               |               |  |  |                                    |                                    |
|  | le 27 avril 1980 à Castres      | le 27 avril 1980 à Castres                |                    |           | le 18 mai 1980 à Toulouse | le 18 mai 1980 à Toulouse |  |  | à Carcassonne | à Carcassonne |  |  | Stade de L'Egassiairal de Narbonne | Stade de L'Egassiairal de Narbonne |
|  | le 27 avril 1980 à Castres      | le 27 avril 1980 à Castres                |                    |           | le 18 mai 1980 à Toulouse | le 18 mai 1980 à Toulouse |  |  | à Carcassonne | à Carcassonne |  |  | Stade de L'Egassiairal de Narbonne | Stade de L'Egassiairal de Narbonne |
|  | XIII Catalan                    | 45                                        |                    |           | le 18 mai 1980 à Toulouse | le 18 mai 1980 à Toulouse |  |  | à Carcassonne | à Carcassonne |  |  | Stade de L'Egassiairal de Narbonne | Stade de L'Egassiairal de Narbonne |
|  | XIII Catalan                    | 45                                        |                    |           | le 18 mai 1980 à Toulouse | le 18 mai 1980 à Toulouse |  |  | à Carcassonne | à Carcassonne |  |  | Stade de L'Egassiairal de Narbonne | Stade de L'Egassiairal de Narbonne |
|  | Toulouse                        | 13                                        |                    |           | le 18 mai 1980 à Toulouse | le 18 mai 1980 à Toulouse |  |  | à Carcassonne | à Carcassonne |  |  | Stade de L'Egassiairal de Narbonne | Stade de L'Egassiairal de Narbonne |
|  | Toulouse                        | 13                                        | XIII Catalan       | 13        |                           |                           |  |  | à Carcassonne | à Carcassonne |  |  | Stade de L'Egassiairal de Narbonne | Stade de L'Egassiairal de Narbonne |
|  | le 26 avril 1980 à Toulouse     |                                           | XIII Catalan       | 13        |                           |                           |  |  | à Carcassonne | à Carcassonne |  |  | Stade de L'Egassiairal de Narbonne | Stade de L'Egassiairal de Narbonne |
|  |                                 | Albi                                      | 12                 |           |                           |                           |  |  | à Carcassonne | à Carcassonne |  |  | Stade de L'Egassiairal de Narbonne | Stade de L'Egassiairal de Narbonne |
|  | Albi                            | Albi                                      | 12                 | 23        |                           |                           |  |  | à Carcassonne | à Carcassonne |  |  | Stade de L'Egassiairal de Narbonne | Stade de L'Egassiairal de Narbonne |
|  | Albi                            | le 11 mai 1980 à Saint-Gaudens            |                    | 23        |                           |                           |  |  | à Carcassonne | à Carcassonne |  |  | Stade de L'Egassiairal de Narbonne | Stade de L'Egassiairal de Narbonne |
|  | Limoux                          | 15                                        |                    |           |                           |                           |  |  | à Carcassonne | à Carcassonne |  |  | Stade de L'Egassiairal de Narbonne | Stade de L'Egassiairal de Narbonne |
|  | Limoux                          | 15                                        | XIII Catalan       | 15        |                           |                           |  |  |               |               |  |  | Stade de L'Egassiairal de Narbonne | Stade de L'Egassiairal de Narbonne |
|  | le 26 avril 1980 à Saint-Estève |                                           | XIII Catalan       | 15        |                           |                           |  |  |               |               |  |  | Stade de L'Egassiairal de Narbonne | Stade de L'Egassiairal de Narbonne |
|  |                                 | Villeneuve-sur-Lot                        | 7                  |           |                           |                           |  |  |               |               |  |  | Stade de L'Egassiairal de Narbonne | Stade de L'Egassiairal de Narbonne |
|  | Villeneuve-sur-Lot              | Villeneuve-sur-Lot                        | 7                  | 4         |                           |                           |  |  |               |               |  |  | Stade de L'Egassiairal de Narbonne | Stade de L'Egassiairal de Narbonne |
|  | Villeneuve-sur-Lot              | à Albi                                    |                    | 4         |                           |                           |  |  |               |               |  |  | Stade de L'Egassiairal de Narbonne | Stade de L'Egassiairal de Narbonne |
|  | Carpentras                      | 3                                         |                    |           |                           |                           |  |  |               |               |  |  | Stade de L'Egassiairal de Narbonne | Stade de L'Egassiairal de Narbonne |
|  | Carpentras                      | 3                                         | Villeneuve-sur-Lot | 17        |                           |                           |  |  |               |               |  |  | Stade de L'Egassiairal de Narbonne | Stade de L'Egassiairal de Narbonne |
|  | le 27 avril 1980 à Albi         |                                           | Villeneuve-sur-Lot | 17        |                           |                           |  |  |               |               |  |  | Stade de L'Egassiairal de Narbonne | Stade de L'Egassiairal de Narbonne |
|  |                                 | Lézignan                                  | 13                 |           |                           |                           |  |  |               |               |  |  | Stade de L'Egassiairal de Narbonne | Stade de L'Egassiairal de Narbonne |
|  | Lézignan                        | Lézignan                                  | 13                 | 15        |                           |                           |  |  |               |               |  |  | Stade de L'Egassiairal de Narbonne | Stade de L'Egassiairal de Narbonne |
|  | Lézignan                        | le 11 mai 1980 à Villefranche-de-Rouergue |                    | 15        |                           |                           |  |  |               |               |  |  | Stade de L'Egassiairal de Narbonne | Stade de L'Egassiairal de Narbonne |
|  | Villefranche                    | 14                                        |                    |           |                           |                           |  |  |               |               |  |  | Stade de L'Egassiairal de Narbonne | Stade de L'Egassiairal de Narbonne |
|  | Villefranche                    | 14                                        | XIII Catalan       | 18        |                           |                           |  |  |               |               |  |  |                                    |                                    |
|  | le 27 avril 1980 à Limoux       |                                           | XIII Catalan       | 18        |                           |                           |  |  |               |               |  |  |                                    |                                    |
|  |                                 | Carcassonne                               | 8                  |           |                           |                           |  |  |               |               |  |  |                                    |                                    |
|  | Carcassonne                     | Carcassonne                               | 8                  | 8         |                           |                           |  |  |               |               |  |  |                                    |                                    |
|  | Carcassonne                     |                                           |                    | 8         |                           |                           |  |  |               |               |  |  |                                    |                                    |
|  | Pia                             | 2                                         |                    |           |                           |                           |  |  |               |               |  |  |                                    |                                    |
|  | Pia                             | 2                                         | Carcassonne        | 10 (a.p.) |                           |                           |  |  |               |               |  |  |                                    |                                    |
|  | le 26 avril 1980 à Montpellier  |                                           | Carcassonne        | 10 (a.p.) |                           |                           |  |  |               |               |  |  |                                    |                                    |
|  |                                 | Tonneins                                  | 7                  |           |                           |                           |  |  |               |               |  |  |                                    |                                    |
|  | Tonneins                        | Tonneins                                  | 7                  | 25        |                           |                           |  |  |               |               |  |  |                                    |                                    |
|  | Tonneins                        | le 11 mai 1980 à Limoux                   |                    | 25        |                           |                           |  |  |               |               |  |  |                                    |                                    |
|  | Roanne                          | 2                                         |                    |           |                           |                           |  |  |               |               |  |  |                                    |                                    |
|  | Roanne                          | 2                                         | Carcassonne        | 9         |                           |                           |  |  |               |               |  |  |                                    |                                    |
|  | le 27 avril 1980 à Lézignan     |                                           | Carcassonne        | 9         |                           |                           |  |  |               |               |  |  |                                    |                                    |
|  |                                 | Pamiers                                   | 5                  |           |                           |                           |  |  |               |               |  |  |                                    |                                    |
|  | Pamiers                         | Pamiers                                   | 5                  | 16        |                           |                           |  |  |               |               |  |  |                                    |                                    |
|  | Pamiers                         |                                           |                    | 16        |                           |                           |  |  |               |               |  |  |                                    |                                    |
|  | Avignon                         | 9                                         |                    |           |                           |                           |  |  |               |               |  |  |                                    |                                    |
|  | Avignon                         | 9                                         | Pamiers            | 27        |                           |                           |  |  |               |               |  |  |                                    |                                    |
|  | le 27 avril 1980 à Auterive     |                                           | Pamiers            | 27        |                           |                           |  |  |               |               |  |  |                                    |                                    |
|  |                                 | Saint-Estève                              | 13                 |           |                           |                           |  |  |               |               |  |  |                                    |                                    |
|  | Saint-Estève                    | Saint-Estève                              | 13                 | 45        |                           |                           |  |  |               |               |  |  |                                    |                                    |
|  | Saint-Estève                    |                                           |                    | 45        |                           |                           |  |  |               |               |  |  |                                    |                                    |
|  | Saint-Gaudens                   | 13                                        |                    |           |                           |                           |  |  |               |               |  |  |                                    |                                    |
|  | Saint-Gaudens                   | 13                                        |                    |           |                           |                           |  |  |               |               |  |  |                                    |                                    |

## Finale (1980)
(mt : 8 - 3)
Points marqués :
- XIII Catalan : 4 essais de Nauroy (12e), Touchagues (34e et 73e) et Borreil (62e) ; 2 transformations de Touchagues (34e et 73e) ; 1 pénalité de Touchagues (50e)
- Carcassonne : 1 essai de Buttignol (42e) ; 2 pénalités de Moya (7e et 46e) ; 1 drop de Moya (22e) ;

Arbitre : M. Bonnefont 
Spectateurs : 8 793
Recette : 254 500 francs
Composition des équipes :
- XIII Catalan : Alain Touchagues - Patrick Nauroy, Guy Delaunay, Francis Laforgue, Gérard Borreil - Bernard Guasch, Ivan Grésèque - Bernard Ragonnet, Jean-Louis Brial, Gérard Pélissier, Antoine Gonzales, Jean-Jacques Cologni, Guy Laforgue - Jean-François Fresquet, Guy Arasa  - Entraîneur : Pierre Zamora
- Carcassonne : Alain Séguy - Christian Baile, Didier Bernard, Jean-François Da Ré, Victor Buttignol - José Moya, Raymond Toujas - Guy Garcia, Régis Escamilla,  Jean-Pierre Sauret, Manuel Caravaca, Jean-Paul Rivière, Richard Pailhès - Galilbert - Entraîneur : Claude Teisseire